# Johann Heinrich Merck
Pour les articles homonymes, voir Merck.
Johann Heinrich Merck, né à Darmstadt le 11 avril 1741 où il est mort 27 juin 1791, est un conseiller militaire et homme de lettres allemand.

## Biographie
Fils d’un pharmacien Johann Franz Merck (1687–1741) de la célèbre famille Merck, Johann Heinrich remplit, après avoir terminé ses études universitaires, diverses fonctions dans sa ville natale. Il fit divers voyages à l’étranger, particulièrement en France, accompagnant un seigneur de Bibra dans plusieurs voyages. Il se maria à Genève avec une Française, Louise Françoise Charbonnier, et devint en 1767 secrétaire de la chancellerie privée de Darmstadt.
Vers 1770, il accompagna le landgrave de Hesse-Darmstadt dans un voyage à Saint-Pétersbourg et, en 1790 il fut envoyé avec une mission de son souverain à Paris. Plus tard il fut nommé trésorier de l’armée et conseiller au département de la guerre.
Merck n’a laissé que de courts écrits, mais son principal mérite au regard de l’histoire de la littérature allemande réside dans le zèle qu’il déploya à propager la littérature anglaise en Allemagne ainsi que par l’influence qu’il a eue sur les plus grands écrivains de son temps, comme Goethe, sur Herder, surtout le cénacle de Weimar. Il s’était réuni à Darmstadt, à Giessen, à Francfort et dans les environs, un cercle d’hommes distingués par leurs talents et étroitement unis entre eux. Merck, par la variété de ses connaissances, par la vivacité de son esprit et par la franchise de sa critique, en formait comme le centre. Son influence sur le développement du génie de Herder fut grande, mais elle le fut bien plus sur celui de Goethe : c’est lui qui servit de type au personnage de Méphistophélès dans Faust. Malgré son esprit sarcastique, Merck se montra toujours pour Goethe un admirateur ardent et généreux, en même temps qu’un ami fidèle et utile.
Merck fut également l’âme de plusieurs publications périodiques : il collabora activement au Traité de physiognomonie de Lavater, les Frankfurter gelehrte Anzeigen (Annonces littéraires de Francfort), le Mercure allemand, la Bibliothèque générale, et à d’autres recueils périodiques. Ce fut également lui qui, en 1772, décida Schlosser à entreprendre la publication des Annonces scientifiques de Francfort, et à en faire le Moniteur du parti.
On cite de lui les traductions d’ouvrages moraux comme les Recherches sur nos idées du beau et de la vertu de Hutcheson, le drame Caton d’Addison, Voyage dans le Levant, de Shaw, etc., puis des Fables pleines de traits d'esprit sur les affaires de l’Église et de l’État. Stahr a publié un volume de ses Ausgemachte Schriften (Écrits choisis ; Oldenbourg, 1840). Jean Théodore Susemihl fait ses débuts d'illustrateur à ses côtés.
Sa correspondance surtout est importante : elle est adressée à Goethe, Herder, Wieland, Claudius, Jacobi, Lavater, Lenz, Nicolaï, Forster, etc. Il en a été édité plusieurs recueils : Briefe an JH Merck von Goethe, Herder, Wieland und andern bedeutenden (Lettres adressées à Merck par Goethe, Herder, Wieland et autres personnes d’importance ; Darmstadt, 1835) ; Briefe an und von Merck (Lettres de Merck et à Merck ; Ibid., 1838) ; Briefe aus dem Freimdeskreise von Goethe, Herder, Hopfner und Merck (Lettres d’amitié de Gœthe, Herder, Hopfner et Merck ; Ibid., 1847). Voir Mercks Leben, dans l’édition de ses Écrits choisis.
Les dernières années de sa vie furent troublées par des chagrins domestiques et des spéculations sur des manufactures de coton qui entraînèrent sa ruine. Affligé de ces chagrins, il se donna la mort.

## Sources
- Ferdinand Hoefer, Nouvelle Biographie générale, t. 35, Paris, Firmin-Didot, 1835, p. 37.